# GARNET CROW BEST OF BALLADS
『GARNET CROW BEST OF BALLADS』（ベストオブバラーズ）は、GARNET CROWの6作目のベストアルバム。2014年12月24日にGIZA studioから発売された。

## 解説
2013年6月9日に解散したGARNET CROWのバラードベストアルバムで、同年5月22日に発売された『THE ONE 〜ALL SINGLES BEST〜』、10月9日に発売された『GARNET CROW REQUEST BEST』に続いて、3作連続でのベストアルバム発売となった。全曲リマスタリング。
解散から約1年半が経過していたが、GARNET CROWの作品に対する声が止むことがなく、特にバラードナンバーに関しては多数の支持があったことから、本作の発売が決定した。
全て過去のアルバムに収録されている楽曲だが、DISC2にはライブ音源の楽曲が3曲収録されている。
収録曲のうち、DISC1の7曲が前作『GARNET CROW REQUEST BEST』にも収録されており、シングルである5曲は前々作『THE ONE 〜ALL SINGLES BEST〜』にも収録されている。
SPECIAL DISCとなるDISC2にはライブ音源として、ライブ「GARNET CROW livescope 2012 ～the tales of memories～」より「君 連れ去る時の訪れを」、ファイナルライブ「GARNET CROW livescope ～THE FINAL～」より「夢のひとつ」と「夢みたあとで」が収録されている。このうち、GARNET CROWのライブで最後の披露曲となった「夢みたあとで」には楽曲だけでなく、前後のMCも収録されている。
『名探偵コナン』へのタイアップが付いた楽曲は「忘れ咲き」と「世界はまわると言うけれど」(ライブ音源を除く)のみ収録された。
本作のジャケットや歌詞ブックレットには、本人たちのシルエットはあるものの、写真は一切使用されていない。初回生産分には特典として、ホログラムロゴステッカーが封入された。
オリコンチャートでは初登場55位を記録し、過去のアルバムがすべて16位以内を記録していた中、大きく最低順位を更新することとなった。シングルでも3rdシングル「二人のロケット」が記録した47位が最低順位である。
2019年現在、GARNET CROWとして最後に発売されたCDとなっている。

## 収録曲
| 全作詞: AZUKI七、全作曲: 中村由利、全編曲: 古井弘人。 |                                   |         |            |      |
| #                                                     | タイトル                          | 作詞    | 作曲・編曲 | 時間 |
| 1.                                                    | 「call my name」                  | AZUKI七 | 中村由利   | 4:50 |
| 2.                                                    | 「冷たい影」                      | AZUKI七 | 中村由利   | 5:23 |
| 3.                                                    | 「君を飾る花を咲かそう」          | AZUKI七 | 中村由利   | 4:13 |
| 4.                                                    | 「向日葵の色」                    | AZUKI七 | 中村由利   | 5:03 |
| 5.                                                    | 「風の中のオルゴール」            | AZUKI七 | 中村由利   | 4:41 |
| 6.                                                    | 「忘れ咲き」                      | AZUKI七 | 中村由利   | 4:57 |
| 7.                                                    | 「この冬の白さに」                | AZUKI七 | 中村由利   | 3:52 |
| 8.                                                    | 「in little time」                | AZUKI七 | 中村由利   | 4:20 |
| 9.                                                    | 「世界はまわると言うけれど」      | AZUKI七 | 中村由利   | 4:42 |
| 10.                                                   | 「未完成な音色」                  | AZUKI七 | 中村由利   | 3:48 |
| 11.                                                   | 「この手を伸ばせば」              | AZUKI七 | 中村由利   | 5:02 |
| 12.                                                   | 「Anywhere」                      | AZUKI七 | 中村由利   | 4:41 |
| 13.                                                   | 「「さよなら」とたった一言で...」 | AZUKI七 | 中村由利   | 4:38 |
| 14.                                                   | 「巡り来る春に」                  | AZUKI七 | 中村由利   | 4:57 |
| 15.                                                   | 「Maizy」                         | AZUKI七 | 中村由利   | 5:29 |
| 16.                                                   | 「closer」                        | AZUKI七 | 中村由利   | 4:25 |
| 合計時間:                                             | 合計時間:                         | 75:01   |            |      |

| 全作詞: AZUKI七、全作曲: 中村由利、全編曲: 古井弘人。 |                                                          |         |            |      |
| #                                                     | タイトル                                                 | 作詞    | 作曲・編曲 | 時間 |
| 1.                                                    | 「君 連れ去る時の訪れを ～the tales of memories ver.～」 | AZUKI七 | 中村由利   | 4:25 |
| 2.                                                    | 「夢のひとつ ～THE FINAL ver.～」                        | AZUKI七 | 中村由利   | 4:04 |
| 3.                                                    | 「夢みたあとで ～THE FINAL ver.～」                      | AZUKI七 | 中村由利   | 6:40 |
| 合計時間:                                             | 合計時間:                                                | 15:09   |            |      |

## 楽曲について

### DISC 1
1. call my name
8thシングル。
2. 冷たい影
4thアルバム『I'm waiting 4 you』収録曲。
3. 君を飾る花を咲かそう
16thシングル。
4. 向日葵の色
5thアルバム『THE TWILIGHT VALLEY』収録曲。
5. 風の中のオルゴール
34thシングル『Nostalgia』のカップリング曲。
6. 忘れ咲き
17thシングル。
7. この冬の白さに
4thアルバム『I'm waiting 4 you』収録曲。
8. in little time
2ndシングル『君の家に着くまでずっと走ってゆく』のカップリング曲。
9. 世界はまわると言うけれど
26thシングル。
10. 未完成な音色
3rdシングル『二人のロケット』のカップリング曲。
11. この手を伸ばせば
24thシングル。
12. Anywhere
5thアルバム『THE TWILIGHT VALLEY』収録曲。
13. 「さよなら」とたった一言で...
ベストアルバム『Best』収録曲。
14. 巡り来る春に
1stアルバム『first soundscope 〜水のない晴れた海へ〜』収録曲。
15. Maizy
10thアルバム『Terminus』収録曲。
16. closer
10thアルバム『Terminus』収録曲。

### DISC 2
1. 君 連れ去る時の訪れを ～the tales of memories ver.～
4thアルバム『I'm waiting 4 you』収録曲で、ライブ「GARNET CROW livescope 2012 ～the tales of memories～」のライブ音源。
2. 夢のひとつ ～THE FINAL ver.～
27thシングルで、ファイナルライブ「GARNET CROW livescope ～THE FINAL～」のライブ音源。
3. 夢みたあとで ～THE FINAL ver.～
10thシングルで、ファイナルライブ「GARNET CROW livescope ～THE FINAL～」のライブ音源。